# Bharamasagara, Chitradurga
Bharamasagara là một làng thuộc tehsil Chitradurga, huyện Chitradurga, bang Karnataka, Ấn Độ.